# Lèma (Dassa-Zoumè)
Lèma ist eine Stadt und ein Arrondissement im Departement Collines im westafrikanischen Staat Benin. Es ist eine Verwaltungseinheit, die der Gerichtsbarkeit der Kommune Dassa-Zoumè untersteht.

## Demografie und Verwaltung
Gemäß der Volkszählung 2013 des beninischen Statistikamtes INSAE hatte das Arrondissement 5605 Einwohner, davon waren 2726 männlich und 2879 weiblich.
Von den 93 Dörfern und Quartieren der Kommune Dassa-Zoumè entfallen vier auf Lèma: Agbagoulè, Erokoya, Kpakpa und Lèma.